# Ferdinand Vasserot
Ferdinand Vasserot (2 de março de 1881 — 7 de fevereiro de 1963) foi um ciclista de pista francês que representou França nos Jogos Olímpicos de Verão de 1900 em Paris, onde terminou em sétimo na corrida por pontos.